# Sport-Club Herford 1980-1981
Questa voce raccoglie le informazioni riguardanti il Sport-Club Herford nelle competizioni ufficiali della stagione 1980-1981.

## Stagione
Nella stagione 1980-1981 l'Herford, allenato da Hannes Baldauf, concluse il campionato di 2. Bundesliga al 16º posto. In Coppa di Germania l'Herford fu eliminato al secondo turno dall'Ulma.

## Rosa
| N. |                     | Ruolo | Calciatore               |
| -- | ------------------- | ----- | ------------------------ |
|    | Malta (bandiera)    | P     | John Bonello             |
|    | Germania (bandiera) | P     | Rainer Laduch            |
|    | Germania (bandiera) | P     | Manfred Recknagel        |
|    | Germania (bandiera) | D     | Andreas Droste           |
|    | Germania (bandiera) | D     | Wolfgang Flüshöh         |
|    | Germania (bandiera) | D     | Karl-Heinz Koberstein    |
|    | Germania (bandiera) | D     | Norbert Pohl             |
|    | Germania (bandiera) | D     | Wilfried Schneider       |
|    | Germania (bandiera) | D     | Karl-Friedrich Stremming |
|    | Germania (bandiera) | C     | Herbert Bittner          |

| N. |                     | Ruolo | Calciatore         |
| -- | ------------------- | ----- | ------------------ |
|    | Germania (bandiera) | C     | Ulrich Bittorf     |
|    | Germania (bandiera) | C     | Frank Hahn         |
|    | Germania (bandiera) | C     | Jürgen Heddinghaus |
|    | Germania (bandiera) | C     | Andreas Metzner    |
|    | Germania (bandiera) | C     | Bodo Wehmeier      |
|    | Germania (bandiera) | A     | Norbert Goscianiak |
|    | Germania (bandiera) | A     | Eckhard Höpfner    |
|    | Germania (bandiera) | A     | Uwe Pallaks        |
|    | Germania (bandiera) | A     | Volker Spazier     |
|    | Germania (bandiera) | A     | Manfred Wehmeier   |

## Organigramma societario
Area tecnica
- Allenatore: Hannes Baldauf
- Allenatore in seconda:
- Preparatore dei portieri:
- Preparatori atletici:

## Calciomercato

### Sessione estiva
| Acquisti | Acquisti       | Acquisti  | Acquisti |
| R.       | Nome           | da        | Modalità |
| -------- | -------------- | --------- | -------- |
| A        | Vesa Mars      | Jaro      |          |
| C        | Ulrich Bittorf | Bochum    |          |
| P        | John Bonello   | Hibernian |          |

| Cessioni | Cessioni        | Cessioni   | Cessioni |
| R.       | Nome            | a          | Modalità |
| -------- | --------------- | ---------- | -------- |
| A        | Uwe Clausmeier  | Bünder SV  |          |
| D        | Ulrich Schäffer | FC Gohfeld |          |
| C        | Jürgen Suchanek | Homburg    |          |

### Sessione invernale
| Acquisti | Acquisti | Acquisti | Acquisti |
| R.       | Nome     | da       | Modalità |
| -------- | -------- | -------- | -------- |

| Cessioni | Cessioni | Cessioni | Cessioni |
| R.       | Nome     | a        | Modalità |
| -------- | -------- | -------- | -------- |

## Risultati

### 2. Bundesliga

#### Girone di andata
| Arbitro: | Wippker |

|                               |           |             |
| Bockenfeld 74’ Roeloffzen 89’ | Marcatori | 36’ Pallaks |

| Arbitro: | Filipiak |

|                 |           |              |
| Pallaks 9’, 11’ | Marcatori | 34’ Karadžić |

| Oldenburg 16 agosto 1980 3ª giornata | Oldenburg | 0 – 0 referto | Herford | Marschweg-Stadion (10 000 spett.)\| Arbitro: \| Barnick \| |
| Arbitro:                             | Barnick   |               |         |                                                            |

| Arbitro: | Diekert |

|            |           |                       |
| Pallaks 8’ | Marcatori | 65’ Schonert 86’ Mall |

| Arbitro: | Puchalski |

|             |           |                |
| Mödrath 21’ | Marcatori | 70’ Goscianiak |

| Arbitro: | Mölm |

|          |           |           |
| Hahn 88’ | Marcatori | 32’ Rühle |

| Arbitro: | Retzmann |

|                                |           |          |
| Grobe 67’, 85’ (rig.) Worm 89’ | Marcatori | 34’ Hahn |

| Arbitro: | Ahlenfelder |

|                                                  |           |  |
| Goscianiak 41’ Bittner 75’ (rig.) Koberstein 81’ | Marcatori |  |

| Arbitro: | Nolte |

|  |           |                          |
|  | Marcatori | 75’ Wehmeier 89’ Spazier |

| Arbitro: | Prinz |

|             |           |  |
| Bittorf 61’ | Marcatori |  |

| Solingen 30 settembre 1980 11ª giornata | Union Solingen | 0 – 0 referto | Herford | Stadion am Hermann-Löns-Weg (1 500 spett.)\| Arbitro: \| Schön \| |
| Arbitro:                                | Schön          |               |         |                                                                   |

| Arbitro: | Assenmacher |

|                              |           |  |
| Bittorf 36’ Pallaks 41’, 60’ | Marcatori |  |

| Arbitro: | Welling |

|                                 |           |             |
| Remark 15’, 70’ Ehrmantraut 40’ | Marcatori | 76’ Bittner |

| Arbitro: | Horstmann |

|             |           |                                   |
| Pallaks 25’ | Marcatori | 22’ (rig.), 24’ Mill 49’ Kaminsky |

| Arbitro: | Burgers |

|                            |           |  |
| Goscianiak 70’ Pallaks 85’ | Marcatori |  |

| Arbitro: | Osmers |

|                                              |           |                 |
| Koberstein 12’ (aut.) Kostedde 19’ Meier 45’ | Marcatori | 45’ (aut.) Kamp |

| Arbitro: | Kopka |

|                                  |           |            |
| Flüshöh 29’ Bittorf 40’ Mars 53’ | Marcatori | 82’ Helmes |

| Arbitro: | Zimmermann |

|                                              |           |                 |
| Kleppinger 50’ (rig.) Dierßen 68’ Mertes 79’ | Marcatori | 6’, 89’ Pallaks |

| Arbitro: | Eschenbach |

|             |           |            |
| Bittorf 14’ | Marcatori | 60’ Kunkel |

| Arbitro: | Osmers |

|                           |           |  |
| Lehmann 8’ Hochheimer 33’ | Marcatori |  |

| Arbitro: | Zittrich |

|                               |           |               |
| Pallaks 14’, 50’ Wehmeier 67’ | Marcatori | 76’ Mannebach |

#### Girone di ritorno
| Arbitro: | Redelfs |

|  |           |                       |
|  | Marcatori | 29’ Patzke 65’ Korbel |

| Arbitro: | Kespohl |

|               |           |             |
| Glöde 4’, 75’ | Marcatori | 47’ Pallaks |

| Arbitro: | Wuttke |

|             |           |            |
| Pallaks 62’ | Marcatori | 52’ Ohling |

| Arbitro: | Kohnen |

|                      |           |  |
| Bittner 45’ Mars 64’ | Marcatori |  |

| Arbitro: | Winkler |

|                              |           |             |
| Keese 2’ Stremming 3’ (aut.) | Marcatori | 16’ Pallaks |

| Colonia 14 febbraio 1981 27ª giornata | Viktoria Colonia | 0 – 0 referto | Herford | Sportpark Höhenberg (500 spett.)\| Arbitro: \| Pauly \| |
| Arbitro:                              | Pauly            |               |         |                                                         |

| Arbitro: | Stark |

|                 |           |                          |
| Heddinghaus 51’ | Marcatori | 38’ Bruns 84’ Merkhoffer |

| Arbitro: | Glasneck |

|                                    |           |                         |
| Scheiba 56’ Witter 72’ Gerland 73’ | Marcatori | 17’ Metzner 61’ Pallaks |

| Arbitro: | Schön |

|             |           |  |
| Metzner 67’ | Marcatori |  |

| Arbitro: | Puchalski |

|                         |           |                 |
| Pache 42’ Nabrotzki 84’ | Marcatori | 32’ Heddinghaus |

| Arbitro: | Kautschor |

|             |           |                    |
| Pallaks 26’ | Marcatori | 60’ (aut.) Bittorf |

| Arbitro: | Kasperowski |

|  |           |             |
|  | Marcatori | 72’ Spazier |

| Arbitro: | Glasneck |

|  |           |                                                                   |
|  | Marcatori | 14’ Remark 40’ (rig.) Wesseler 58’, 64’ Killmaier 68’ Ehrmantraut |

| Arbitro: | Gabriel |

|                                                  |           |                      |
| Herget 11’, 85’ (rig.) Bugla 28’ Mill 45’ (rig.) | Marcatori | 52’ Bittorf 90’ Pohl |

| Arbitro: | Winkler |

|             |           |             |
| Kellner 90’ | Marcatori | 45’ Pallaks |

| Arbitro: | Barnick |

|  |           |                   |
|  | Marcatori | 63’, 88’ Reinders |

| Arbitro: | Filipiak |

|                                                  |           |                                 |
| Wrede 4’ Petković 19’ Holtkamp 36’ Lopatenko 47’ | Marcatori | 83’ Pallaks 84’ (aut.) Vollmann |

| Arbitro: | Burgers |

|  |           |                         |
|  | Marcatori | 53’ Hayduk 90’ Bebensee |

| Arbitro: | Heitmann |

|                         |           |              |
| Drews 65’ Tinnefeld 74’ | Marcatori | 60’ Wehmeier |

| Herford 16 maggio 1981 41ª giornata | Herford | 0 – 0 referto | Fortuna Colonia | Ludwig-Jahn-Stadion (300 spett.)\| Arbitro: \| Osmers \| |
| Arbitro:                            | Osmers  |               |                 |                                                          |

| Arbitro: | Wuttke |

|                               |           |  |
| Clute-Simon 48’, 65’ Wolf 59’ | Marcatori |  |

### Coppa di Germania
| Arbitro: | Hellwig |

|                                  |           |  |
| Hahn 13’ Pallaks 19’ Metzner 38’ | Marcatori |  |

| Arbitro: | Vielsack |

|                      |           |  |
| Kubanczyk 35’ (rig.) | Marcatori |  |

## Statistiche

### Statistiche di squadra
| Competizione      | Punti | In casa | In casa | In casa | In casa | In casa | In casa | In trasferta | In trasferta | In trasferta | In trasferta | In trasferta | In trasferta | Totale | Totale | Totale | Totale | Totale | Totale | DR  |
| Competizione      | Punti | G       | V       | N       | P       | Gf      | Gs      | G            | V            | N            | P            | Gf           | Gs           | G      | V      | N      | P      | Gf     | Gs     | DR  |
| ----------------- | ----- | ------- | ------- | ------- | ------- | ------- | ------- | ------------ | ------------ | ------------ | ------------ | ------------ | ------------ | ------ | ------ | ------ | ------ | ------ | ------ | --- |
| 2. Bundesliga     | 32    | 21      | 9       | 5       | 7       | 27      | 25      | 21           | 2            | 5            | 14           | 21           | 40           | 42     | 11     | 10     | 21     | 48     | 65     | -17 |
| Coppa di Germania | -     | 1       | 1       | 0       | 0       | 3       | 0       | 1            | 0            | 0            | 1            | 0            | 1            | 2      | 1      | 0      | 1      | 3      | 1      | +2  |
| Totale            | 32    | 22      | 10      | 5       | 7       | 30      | 25      | 22           | 2            | 5            | 15           | 21           | 41           | 44     | 12     | 10     | 22     | 51     | 66     | -15 |

### Andamento in campionato
| Giornata  | 1  | 2 | 3 | 4  | 5  | 6  | 7  | 8  | 9  | 10 | 11 | 12 | 13 | 14 | 15 | 16 | 17 | 18 | 19 | 20 | 21 | 22 | 23 | 24 | 25 | 26 | 27 | 28 | 29 | 30 | 31 | 32 | 33 | 34 | 35 | 36 | 37 | 38 | 39 | 40 | 41 | 42 |
| --------- | -- | - | - | -- | -- | -- | -- | -- | -- | -- | -- | -- | -- | -- | -- | -- | -- | -- | -- | -- | -- | -- | -- | -- | -- | -- | -- | -- | -- | -- | -- | -- | -- | -- | -- | -- | -- | -- | -- | -- | -- | -- |
| Luogo     | T  | C | T | C  | T  | C  | T  | C  | T  | C  | T  | C  | T  | C  | C  | T  | C  | T  | C  | T  | C  | C  | T  | C  | C  | T  | T  | C  | T  | C  | T  | C  | T  | C  | T  | T  | C  | T  | C  | T  | C  | T  |
| Risultato | P  | V | N | P  | N  | N  | P  | V  | V  | V  | N  | V  | P  | P  | V  | P  | V  | P  | N  | P  | V  | P  | P  | N  | V  | P  | N  | P  | P  | V  | P  | N  | V  | P  | P  | N  | P  | P  | P  | P  | N  | P  |
| Posizione | 14 | 9 | 9 | 14 | 16 | 15 | 18 | 13 | 10 | 10 | 9  | 8  | 9  | 10 | 10 | 10 | 9  | 10 | 9  | 11 | 10 | 11 | 11 | 11 | 11 | 11 | 11 | 11 | 11 | 11 | 12 | 11 | 11 | 12 | 12 | 13 | 13 | 14 | 16 | 17 | 16 | 16 |

Legenda:

Luogo: C = Casa; T = Trasferta. Risultato: V = Vittoria; N = Pareggio; P = Sconfitta.

### Statistiche dei giocatori
| Giocatore      | 2. Bundesliga | 2. Bundesliga | 2. Bundesliga | 2. Bundesliga | Coppa di Germania | Coppa di Germania | Coppa di Germania | Coppa di Germania | Totale   | Totale | Totale      | Totale     |
| Giocatore      | Presenze      | Reti          | Ammonizioni   | Espulsioni    | Presenze          | Reti              | Ammonizioni       | Espulsioni        | Presenze | Reti   | Ammonizioni | Espulsioni |
| -------------- | ------------- | ------------- | ------------- | ------------- | ----------------- | ----------------- | ----------------- | ----------------- | -------- | ------ | ----------- | ---------- |
| H. Bittner     | 38            | 3             | 6             | 0             | 2                 | 0                 | 1                 | 0                 | 40       | 3      | 7           | 0          |
| U. Bittorf     | 40            | 5             | 4             | 0             | 1                 | 0                 | 0                 | 0                 | 41       | 5      | 4           | 0          |
| J. Bonello     | 6             | 0             | 0             | 0             | 0                 | 0                 | 0                 | 0                 | 6        | 0      | 0           | 0          |
| A. Droste      | 1             | 0             | 0             | 0             | 0                 | 0                 | 0                 | 0                 | 1        | 0      | 0           | 0          |
| W. Flüshöh     | 17            | 1             | 2             | 0             | 1                 | 0                 | 0                 | 0                 | 18       | 1      | 2           | 0          |
| N. Goscianiak  | 33            | 3             | 2             | 0             | 2                 | 0                 | 0                 | 0                 | 35       | 3      | 2           | 0          |
| F. Hahn        | 27            | 2             | 3             | 0             | 1                 | 1                 | 0                 | 0                 | 28       | 3      | 3           | 0          |
| J. Heddinghaus | 22            | 2             | 5             | 1             | 1                 | 0                 | 0                 | 0                 | 23       | 2      | 5           | 1          |
| E. Höpfner     | 2             | 0             | 0             | 0             | 0                 | 0                 | 0                 | 0                 | 2        | 0      | 0           | 0          |
| K. Koberstein  | 28            | 1             | 3             | 0             | 1                 | 0                 | 0                 | 0                 | 29       | 1      | 3           | 0          |
| R. Laduch      | 4             | 0             | 0             | 0             | 0                 | 0                 | 0                 | 0                 | 4        | 0      | 0           | 0          |
| V. Mars        | 22            | 2             | 0             | 0             | 0                 | 0                 | 0                 | 0                 | 22       | 2      | 0           | 0          |
| A. Metzner     | 42            | 2             | 3             | 0             | 2                 | 1                 | 0                 | 0                 | 44       | 3      | 3           | 0          |
| U. Pallaks     | 37            | 19            | 3             | 0             | 2                 | 1                 | 0                 | 0                 | 39       | 20     | 3           | 0          |
| N. Pohl        | 30            | 1             | 2             | 0             | 1                 | 0                 | 0                 | 0                 | 31       | 1      | 2           | 0          |
| M. Recknagel   | 32            | 0             | 1             | 0             | 2                 | 0                 | 0                 | 0                 | 34       | 0      | 1           | 0          |
| W. Schneider   | 16            | 0             | 2             | 0             | 2                 | 0                 | 1                 | 0                 | 18       | 0      | 3           | 0          |
| V. Spazier     | 29            | 2             | 4             | 0             | 2                 | 0                 | 0                 | 0                 | 31       | 2      | 4           | 0          |
| K. Stremming   | 40            | 0             | 2             | 0             | 2                 | 0                 | 0                 | 0                 | 42       | 0      | 2           | 0          |
| B. Wehmeier    | 23            | 0             | 3             | 0             | 2                 | 0                 | 0                 | 0                 | 25       | 0      | 3           | 0          |
| M. Wehmeier    | 37            | 3             | 10            | 0             | 2                 | 0                 | 0                 | 0                 | 39       | 3      | 10          | 0          |